# Bryophaenocladius paranudisquama
Bryophaenocladius paranudisquama är en tvåvingeart som beskrevs av Wang, Liu och Epler 2004. Bryophaenocladius paranudisquama ingår i släktet Bryophaenocladius och familjen fjädermyggor. Inga underarter finns listade i Catalogue of Life.